# 艾塞克斯之蛇 (電視劇)
《艾塞克斯之蛇》（英語：The Essex Serpent）是一英國愛情時代劇，改編自莎拉·佩里的同名小說《艾塞克斯之蛇》。該劇由安娜·西蒙編劇，克里歐·巴納德執導。克萊兒·丹妮絲、湯姆·希德斯頓主演。於2022年5月13日在Apple TV+上首播。

## 角色
- 克萊兒·丹妮絲 飾 Cora
- 湯姆·希德斯頓 飾 Will Ransome
- 法蘭克·迪蘭 飾 Luke Garrett
- 海莉·鄉紳（英语：Hayley Squires） 飾  Martha
- 克蕾曼絲·波西 飾 Stella Ransome
- 賈馬爾·韋斯特曼（英语：Jamael Westman） 飾 Dr. George Spencer
- 迪克西·埃格里克斯（英语：Dixie Egerickx） 飾 Jo Ransome
- 邁克爾·吉布森（英语：Michael Jibson） 飾 Matthew Evansford
- 瑞恩·雷菲爾（Ryan Reffell）飾 John Ransome

## 製作

### 前期發展
2020年8月，蘋果公司向《埃塞克斯巨蛇》收購了 See-Saw Films的系列訂單。

### 選角
當埃塞克斯巨蛇於2020年8月宣佈時，綺拉·奈特莉將扮演科拉的主角以及執行製片人，但在2020年10月，由於“家庭原因”，她選擇退出此部電視劇。2021年2月，克萊兒·丹妮絲簽約扮演科拉以取代奈特莉。汤姆·希德勒斯顿在接下來的一個月加入了演員陣容。4月，法蘭克·迪蘭、海莉·鄉紳、克蕾曼絲·波西、賈馬爾·韋斯特曼加入主要演員陣容。

### 拍攝
主體拍攝於2021年2月開始，在埃塞克斯郡的多個地點拍攝，包括奧爾斯福德、布賴特靈西、莫爾登和、北法布里奇，以及整個倫敦，包括布盧姆茨伯里的戈登廣場。第一季拍攝於2021年6月27日這一周結束。

## 集數
| 集數 | 標題 | 譯名         | 導演          | 編劇                                  | 上線日期      |
| ---- | ---- | ------------ | ------------- | ------------------------------------- | ------------- |
| 1    |      | 黑水         | 克里歐·巴納德 | 安娜·西蒙、克里歐·巴納德和傑米·勞倫森 | 2022年5月13日 |
| 2    |      | 心事         | 克里歐·巴納   | 安娜·西蒙                             | 2022年5月13日 |
| 3    |      | 墜落         | 克里歐·巴納   | 傑斯·布里頓                           | 2022年5月20日 |
| 4    |      | 一切都是藍色 | 克里歐·巴納   | 哈尼亞·埃爾金頓                       | 2022年5月27日 |
| 5    |      | 打破東西     | 克里歐·巴納   | 埃莉諾·庫克                           | 2022年6月3日  |
| 6    |      | 表面處理     | 克里歐·巴納   | 安娜·西蒙                             | 2022年6月10日 |

## 評價
在爛番茄根據37條評論上的支持率78%，平均評分為7.1/10。該網站的評論家共識寫道：「《埃塞克斯蛇》以尖刻的表演和盤繞的氛圍而著稱，是一部高度成就的哥特式浪漫。」Metacritic使用加權平均值，在17位評論家的基礎上，得分為69分（滿分100分），表示「普遍好評。」

## 外部連結
- 互联网电影数据库（IMDb）上《艾塞克斯之蛇》的资料（英文）